# Vickers Viget
El Vickers Viget fue el participante de Vickers en la primera competición de aviones ligeros de Lympne, celebrada en 1923. Era un biplano monoplaza y monomotor con alas plegables.

## Diseño y desarrollo

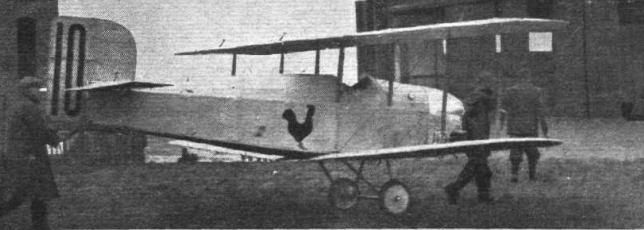
Asistencia en tierra.

En 1923, el Royal Aero Club (RAeC) organizó lo que se conocería como Pruebas de Aeroplanos Ligeros de Lympne, aunque el RAeC se refería a los aviones participantes como planeadores motorizados. Se exigía que fuesen monoplazas. La intención era fomentar el desarrollo de la aviación privada económica, por lo que el tamaño del motor se limitó a 750 cc. Varios patrocinadores proporcionaron los premios, en particular el total de 1500 libras donado conjuntamente por el duque de Sutherland y el Daily Mail. El evento tuvo lugar del 8 al 13 de octubre de 1923. Hubo muchos participantes de la industria de aviación británica, incluidos el De Havilland Humming Bird y el Gloster Gannet . El Type 89 Viget fue el modelo estrella de Vickers.
Era un pequeño biplano de un solo vano con alas de cuerda constante y sin decalaje. Había diedro sólo en el plano inferior. Se instalaron alerones de envergadura total tanto en las alas superiores como en las inferiores. El ala inferior estaba montada en la parte inferior del fuselaje y la superior bien alejada de la cabeza del piloto, que estaba sentado debajo de ella en una cabina abierta. Las alas se plegaban, tal como exigían las reglas de la competición, para facilitar su almacenamiento. El fuselaje era alto respecto a su ancho y tenía un empenaje convencional, de aspecto más bien cuadrado, con superficies de control no compensadas. El tren de aterrizaje de un solo eje estaba arriostrado a los largueros alares delantero y trasero en las raíces, y las patas se extendían hacia afuera para ensanchar la vía. Un motor de motocicleta Douglas de 750 cc estaba montado horizontalmente, con las culatas de los cilindros sobresaliendo a ambos lados, por debajo del saliente de la hélice.
El Viget voló bastante bien en Lympne en manos de Stan Cockerell, pero no logró ganar premios. Recibió cierta publicidad después de que un fallo en un balancín provocó un aterrizaje forzoso a unas seis millas de Lympne. Cockerell plegó las alas y empujó el avión de vuelta a casa, deteniéndose en un pub. Cuando regresó al avión para el tramo final, encontró una multitud expectante que lo había confundido con un puesto de Punch y Judy.
Vickers intentó vender el Viget, publicitándolo en 1924 como adecuado para "fines deportivos, comerciales y de entrenamiento". A pesar de la sugerencia en el anuncio de que podría ser equipado con un motor Bristol Cherub o un motor Blackburne no especificado, no hay evidencia de que alguno de ellos fuera instalado. Sólo se construyó un Viget, matriculado como G-EBHN. Fue matriculado el 3 de agosto de 1923 y dado de baja el 21 de enero de 1929.

## Especificaciones
Referencia datos: Andrews

### Características generales
- Tripulación: Uno (piloto)
- Longitud: 5,3 m (17,3 ft)
- Envergadura: 7,6 m (25 ft)
- Altura: 2,2 m (7,3 ft) [5]
- Superficie alar: 19 m² (204,5 ft²)
- Perfil alar: RAF 15[6]
- Peso vacío: 177 kg (390,1 lb)
- Peso cargado: 259 kg (570,8 lb)
- Planta motriz: 1× motor bóxer de 2 cilindros refrigerado por aire Douglas 68cc.
- Hélices: Bipala de paso fijo

### Rendimiento
- Velocidad máxima operativa (Vno): 93 km/h (58 MPH; 50 kt)

## Aeronaves relacionadas

### Secuencias de designación
- Secuencia Numérica (interna de Vickers): ← 83-85 - 86 - 87 - 89 - 91 - 92 - 93 →